# Lillsjön (Bodsjö socken, Jämtland)
Lillsjön är en sjö i Bräcke kommun i Jämtland och ingår i Ljungans huvudavrinningsområde. Sjön har en area på 0,102 kvadratkilometer och ligger 412,1 meter över havet.

## Delavrinningsområde
Lillsjön ingår i det delavrinningsområde (695928-144981) som SMHI kallar för Utloppet av Stor-Noren. Medelhöjden är 397 meter över havet och ytan är 28,38 kvadratkilometer. Räknas de 5 avrinningsområdena uppströms in blir den ackumulerade arean 59,97 kvadratkilometer. Kilån som avvattnar avrinningsområdet har biflödesordning 4, vilket innebär att vattnet flödar genom totalt 4 vattendrag innan det når havet efter 241 kilometer. Avrinningsområdet består mestadels av skog (67 procent). Avrinningsområdet har 4,66 kvadratkilometer vattenytor vilket ger det en sjöprocent på 16,4 procent.